# علاءالدین طباطبایی
علاءالدین طباطبایی (زادهٔ ۱۳ اسفند ۱۳۳۶ در کرمان) زبان‌شناس و مترجم ایرانی، دانشیار پژوهشیِ گروه واژه‌گزینی فرهنگستان زبان و ادب فارسی و عضو وابستهٔ این فرهنگستان است. او از خرداد ۱۳۹۸ تا خرداد ۱۴۰۰ سردبیری سه شماره از نشریهٔ نامهٔ فرهنگستان را بر عهده داشت.
تخصص او، حوزهٔ صرف و واژگان است. طباطبایی دورهٔ کارشناسی زبان انگلیسی را در دانشگاه علامه طباطبایی، و دورهٔ کارشناسی ارشد و دکتری زبان‌شناسی را در دانشگاه تهران گذرانده‌است.

از راست: محمدِ راسخ مَهَند، مهرداد نغزگوی کهن، علاءالدین طباطبایی، امید طبیب‌زاده و محرّم اسلامی، در ششمین کنفرانس زبان‌شناسی، دانشگاه علامه طباطبایی، ۱۳۸۳

## گزیدهٔ آثار

### تألیف
- فعل بسیط فارسی و واژه‌سازی، علاءالدین طباطبایی، تهران: مرکز نشر دانشگاهی، ۱۳۷۶
- اسم و صفت مرکب در زبان فارسی، علاءالدین طباطبایی، تهران: مرکز نشر دانشگاهی، ۱۳۸۲
- دستور زبان فارسی، علی‌محمد حق‌شناس، حسین سامعی، سیدمهدی سمائی و علاءالدین طباطبایی، تهران: انتشارات مدرسه، ۱۳۸۷
- ساختمان واژه و مقولهٔ دستوری، علاءالدین طباطبایی، تهران: پژوهشگاه فرهنگ، هنر و ارتباطات
- ترکیب در زبان فارسی، علاءالدین طباطبایی، تهران: فرهنگستان زبان و ادب فارسی (چاپ اول و دوم) و کتاب بهار (چاپ سوم)، ۱۳۹۴
- واژه‌سازی و دستور: مجموعه مقالات، علاءالدین طباطبایی، گردآوردهٔ احمد خندان، تهران: کتاب بهار، ۱۳۹۴
- فرهنگ توصیفی دستور زبان فارسی، علاءالدین طباطبایی، تهران: فرهنگ معاصر، ۱۳۹۵

### ترجمه
- انقیاد زنان، جان استوارت میل، علاءالدین طباطبایی (مترجم)، تهران: انتشارات هرمس، ۱۳۷۹[۴]
- سوداگران فاجعه: درباره سوءاستفاده از رنج‌های یهودیان، نورمن فینکلستاین، علاءالدین طباطبایی (مترجم)، تهران: انتشارات هرمس، ۱۳۸۳
- ساخت‌گرایی، نشانه‌شناسی، سینما، بیل نیکلز، علاءالدین طباطبایی (مترجم)، تهران: انتشارات هرمس، ۱۳۸۶
- روایت در فیلم داستانی، دیوید بردول، علاءالدین طباطبایی (مترجم)، مهناز فاتحی (مترجم)، تهران: بنیاد سینمایی فارابی، ۱۳۸۶
- نوشتن برای سینما (ترجمهٔ چند مقاله دربارهٔ فیلمنامه‌نویسی)، گروه مترجمان، تهران: بنیاد سینمایی فارابی، ۱۳۸۳[۵]
- پدیدارشناسی و سینما، آلن کازه‌بیه، علاءالدین طباطبایی (مترجم)، تهران: انتشارات هرمس، ۱۳۸۲